# IC 669
IC 669 је лентикуларна галаксија у сазвјежђу Лав која се налази на листи објеката дубоког неба у Индекс каталогу.
Деклинација објекта је + 6° 18' 11" а ректасцензија 11h 7m 16,5s. Привидна величина (магнитуда) објекта IC 669 износи 13,4 а фотографска магнитуда 14,4. IC 669 је још познат и под ознакама UGC 6174, MCG 1-28-40, CGCG 38-132, NPM1G +06.0277, Todd 8, PGC 33662.